# Olf Brandt
Olf (Rudolf) Brandt (ur. 28 maja 1893, zm. ?) – zbrodniarz hitlerowski, członek załogi niemieckich obozów koncentracyjnych Flossenbürg i Mauthausen-Gusen oraz SS-Oberscharführer (nr identyfikacyjny w SS: 105970).
Urodził się w Stanton (Wirginia). Z zawodu był dentystą. Uczestniczył w I wojnie światowej. Był członkiem NSDAP i SS (od czerwca 1939). W latach 1939–1940 pełnił służbę we Flossenbürgu. Następnie od marca 1940 do maja 1945 był dentystą w Mauthausen. Brandt wyjmował złote zęby i mostki zamordowanym więźniom przed spaleniem ich ciał w krematorium.  
W procesie załogi Mauthausen-Gusen (US vs. Josef Kattner i inni) skazany został na 3 lata pozbawienia wolności.